# Mohamed Zidan (wioślarz)
Mohamed Zidan (ur. 19 września 1978) – egipski wioślarz, reprezentant Egiptu w wioślarskiej czwórce bez sternika wagi lekkiej podczas Letnich Igrzysk Olimpijskich w Pekinie.

## Osiągnięcia
- Igrzyska Olimpijskie – Pekin 2008 – czwórka bez sternika wagi lekkiej – 12. miejsce[1].